# Tilos az Á
A Tilos az Á legendás budapesti underground szórakozóhely volt a rendszerváltás időszakában. Liberális szellemiségű kulturális műhelyként működött 1990 és 1995 között, a budapesti Palotanegyedben a Mikszáth Kálmán téren. Nevét a Micimackóban szereplő nevezetes tábláról kapta. 2021 januárjában újból megnyitotta kapuit, eredeti helyén.

## Előzmények
A hely elődje a Kelet-pesti Vendéglátóipari Vállalat által üzemeltetett Bakony étterem volt. Itt tartotta üléseit 1988-ban az SZDSZ elődjének számító Szabad Kezdeményezések Hálózata, majd 1989-ben a  Fidesz budapesti regionális szervezete is.

## A hely története
Az étterem helyén a Tilos az Á-t 1989 szilveszterén nyitotta meg Németh Vladimir (Vova).  Az 1991-es orosz kivonulás alkalmából szervezett Búcsún Frank Zappa is megjelent, majd este fellépett a Tilos az Á-ban a főpolgármester által szervezett zártkörű partin.
A Tilos az Á pincéje teret adott a legváltozatosabb alternatív koncerteknek. 1991 augusztusában itt indult be kalózadóként a Tilos Rádió. Szintén itt indult útjára a Vajdai Vilmos és Szabó Győző zsebszínháza a Tilos az Á Performance, amely később TÁP Színház néven működött. A Tilos az Á a legkülönbözőbb kulturális eseményeknek adott otthont. Volt a Zene Ünnepe és a Budapesti Búcsú helyszíne. Még táncház is volt a pincében. Itt jött létre és működött egy időben, nagy sikerrel hétfőnként Kistamás László találmánya, a Vákuum TV, Csernátony Dóra, Forgács Kristóf, Gajzágó Donáta, Garas Dániel és Till Attila közreműködésével. Halász Péter idehozta Amerikában élő francia képzőművész barátját, Jean-Michel Verret-t, aki diavetítők segítségével New York-i utcaképet festett a földszint hátfalára. A ma is látható alkotás Magyarország egyetlen vendéglátóipari egységében található védett falfestménye.
 Egyes konzervatív médiumok folyamatosan támadták a helyet, aminek eredményeképpen a rendőrség többször razziázott a Tilos az Á-ban, majd 1995-ben hatóságilag bezárták a szórakozóhelyet.

Helyén 2003 óta Frank Zappa néven bár működik.

## A hely utóélete
A Tilos az Á törzsvendégei közül sokan a Magyar Narancshoz szivárogtak. A Tilos Rádió ma már legális csatornaként működik és Tilos-sátrat állít a Sziget Fesztiválon. A Tilos az Á Produkció zenei kiadóként működik.
Vágvölgyi B. András Tilos, Verboten, Interdit címmel televíziós filmet készített a Tilos az Á-ról, valamint csatolt részeiről a Tilos Rádióról és a Magyar Narancsról.
Németh Vladimír (Vova) a Rádió C alapításába szállt be.

## Fontosabb fellépők
- A Subtle Plague
- Andersen
- Anitas Livs
- Ági és a fiúk
- Ando Drom
- Bada Dada
- Barbaro
- BúTorért
- Blurt
- C.A.F.B.
- Csokonai Vitéz Műhely
- Csókolom
- Drums
- ef Zámbó Happy Dead Band
- Flash
- Galántai György
- Iva Bittová
- Jaap Blonk
- Tudósok
- Kampec Dolores
- Kispál és a Borz
- Korai Öröm
- Lajkó Félix
- Lacht el Bahhtar
- Leukémia
- Másfél
- Muzsikás
- Nits
- Palatkai banda
- DJ Palotai
- DJ Senor
- Quimby
- Rémember
- Sabot
- Sexepil
- S-Modell
- Soma
- Szemző Tibor
- TÁP Színház
- The Legendary Pink Dots
- Pokemons
- Vákuum TV
- Tereskowa
- The Brain of Morbius
- Dog Faced Hermans
- Új Nem
- Úzgin Űver
- Pokemon turné
- Frank Zappa
- Noir Désir
- Kong
- Ween
- Elliott Sharp [forrás?]